# آي آي (فلم)
آي آي هو فيلم مصري عرض عام 1992، بطولة كمال الشناوي وليلى علوي ومحمد عوض، من تأليف بسيوني عثمان ومن إخراج سعيد مرزوق.

## قصة الفيلم
تدور أحداث الفيلم حول رجل عجوز يدعى السيد الوزير (محمد عوض)، يحلم أن تقام له جنازة مهيبة مثل الوزراء، فيوصي ابنته زينب (ليلى علوي) بذلك، والتي تحاول أن توفر له سبل الراحة وعلاجه بإحدى المستشفيات الاستثمارية التي يتولى (كمال الشناوي) رئاستها، إلا أن والدها يفارق الحياة، وتجد (زينب) نفسها مطالبة بتسديد فواتير المستشفى التي قاربت الـ20 ألف جنيه، فتعجز عن دفع المصاريف في الوقت الذي ترفض فيه المستشفى تسليمها جثة والدها لدفنه، فتحاول برفقة زوجها أبو سريع (أشرف عبد الباقي) سرقة جثة والدها، إلا أنه تقع مفارقة حيث تتبدل جثة والدها بجثة أحد الوزراء الذي تم اغتياله، فيضطر الدكتور آسفاً وضع جثمان (السيد الوزير) والد (زينب) في نعش الوزير لتتحقق الأمنية.

## طاقم التمثيل
- كمال الشناوي: (د. مندور - مدير المستشفى)
- ليلى علوي: (زينب)
- محمد عوض: (السيد الوزير)
- أشرف عبد الباقي: (أبو سريع)
- ناجي سعد: (مجدي - ضابط الشرطة)
- أمل إبراهيم: (حكمت)
- عائشة الكيلاني: (عيشة - خاطفة الوزير)
- فايزة عبد الجواد: (فوزية - خاطفة الوزير)
- ياسمينا
- عثمان عبد المنعم
- عبد الحميد المنير: (صقر)
- وحيد حمدي
- يوسف حسين: (مرزوق)
- عادل أبو الغيط
- حلمي عبد الوهاب
- عادل هلال
- بدرية عبد الجواد
- سهام زكي
- ميارة
- حمدي السخاوي
- محمد مندور
- حسين عرعر
- سيد الوحش
- صالح العويل
- متى باسيليوس
- هندام محمد
- مصطفى عكاشة: (مريض بالمستشفى)
- إلهام شوقي
- نهاد رامي
- كمال الزيني

## فريق العمل
- إخراج: سعيد مرزوق
- فكرة: حمدي حسن
- تأليف: بسيوني عثمان
- مدير التصوير: محسن نصر
- مونتاج: عنايات السايس
- موسيقى تصويرية: جمال سلامة
- إنتاج:
- توزيع داخلي: أفلام مصر العربية (واصف فايز)
- توزيع خارجي: الأهرام للسينما والفيديو (إبراهيم شوقي سالم)